# Museo Regionale Pietro Griffo

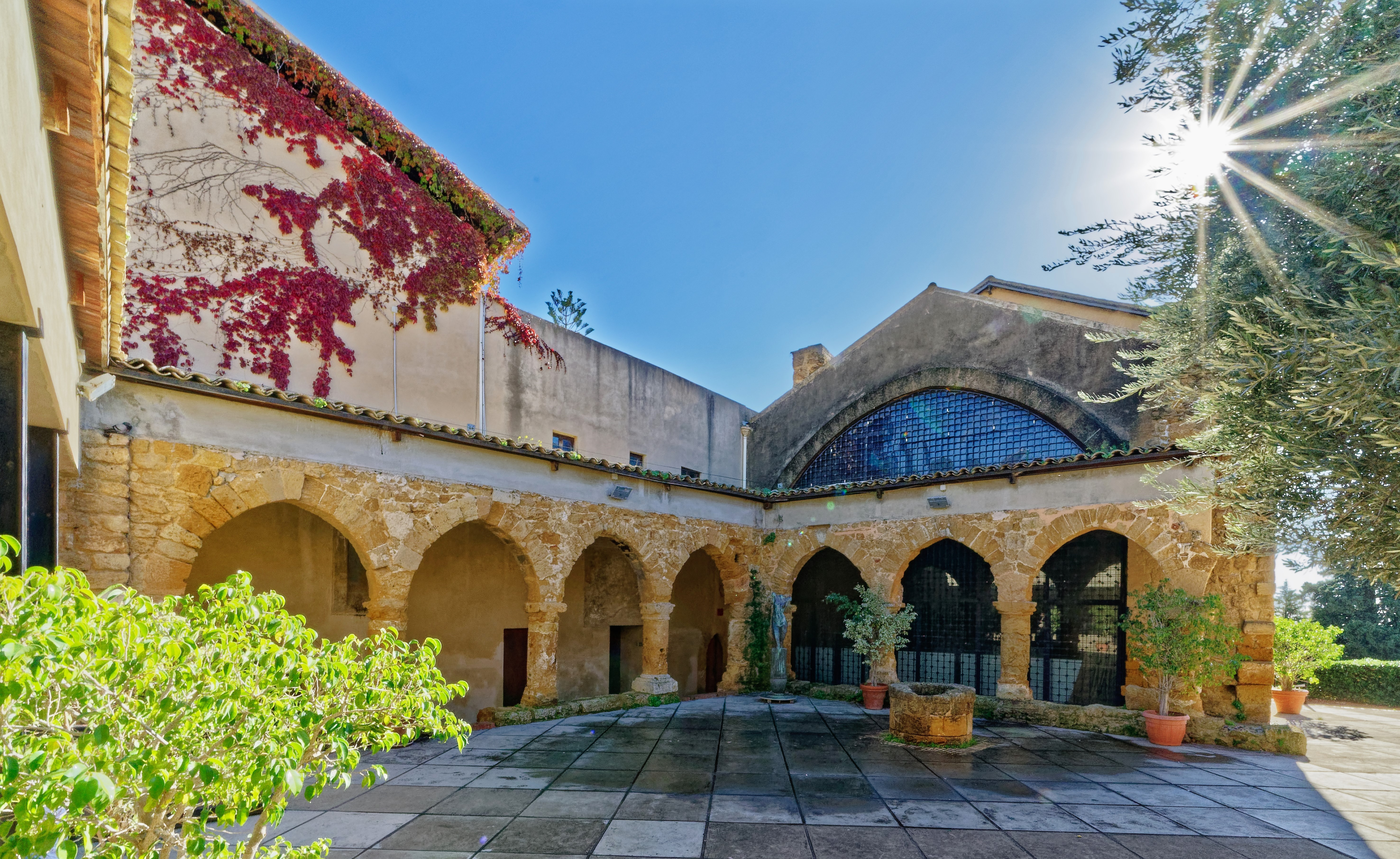
Innenhof des Museums

Das Museo Regionale Pietro Griffo ist ein archäologisches Museum in Agrigent in Sizilien.

## Lage

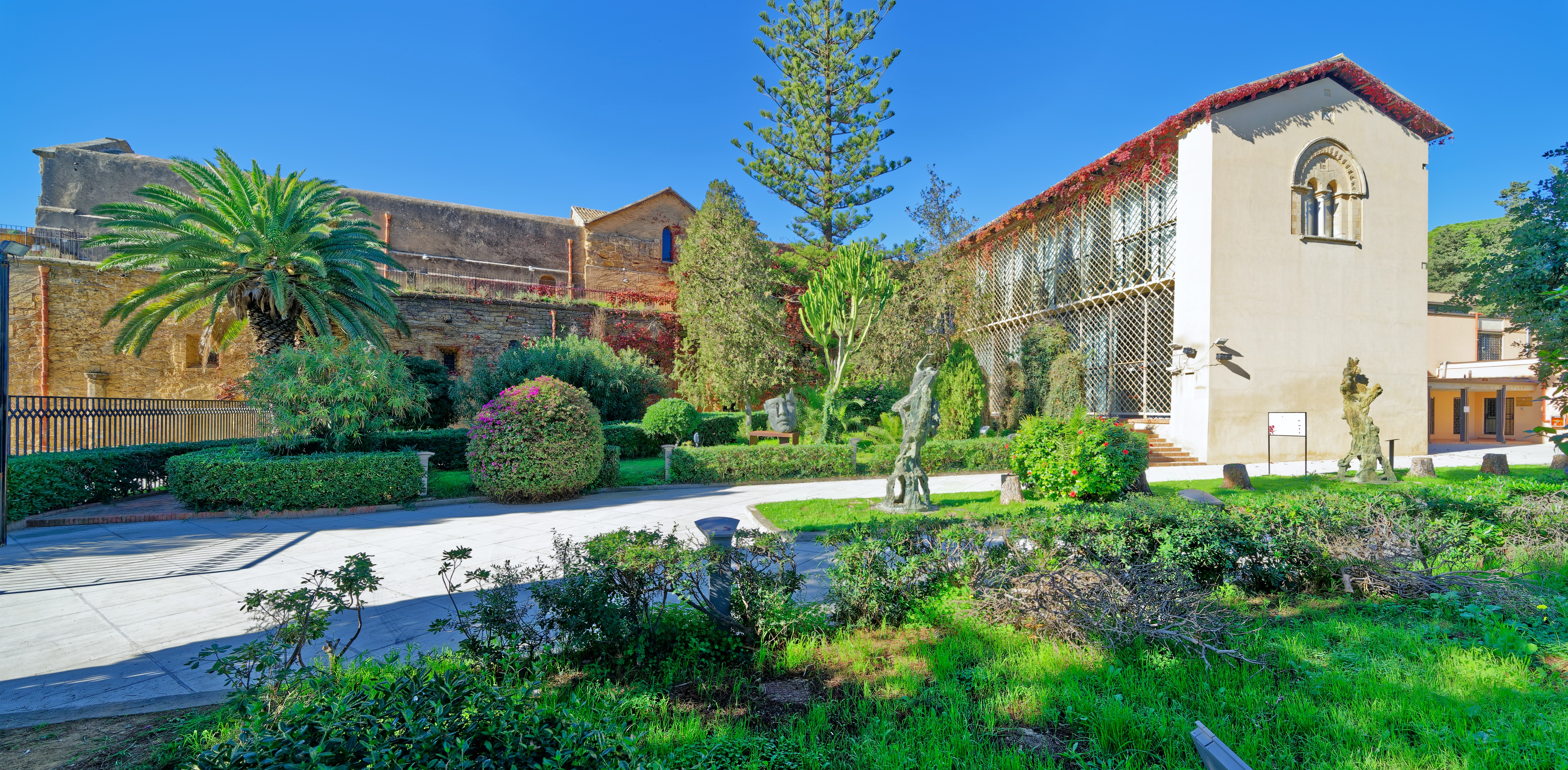
Außenansicht des Museums

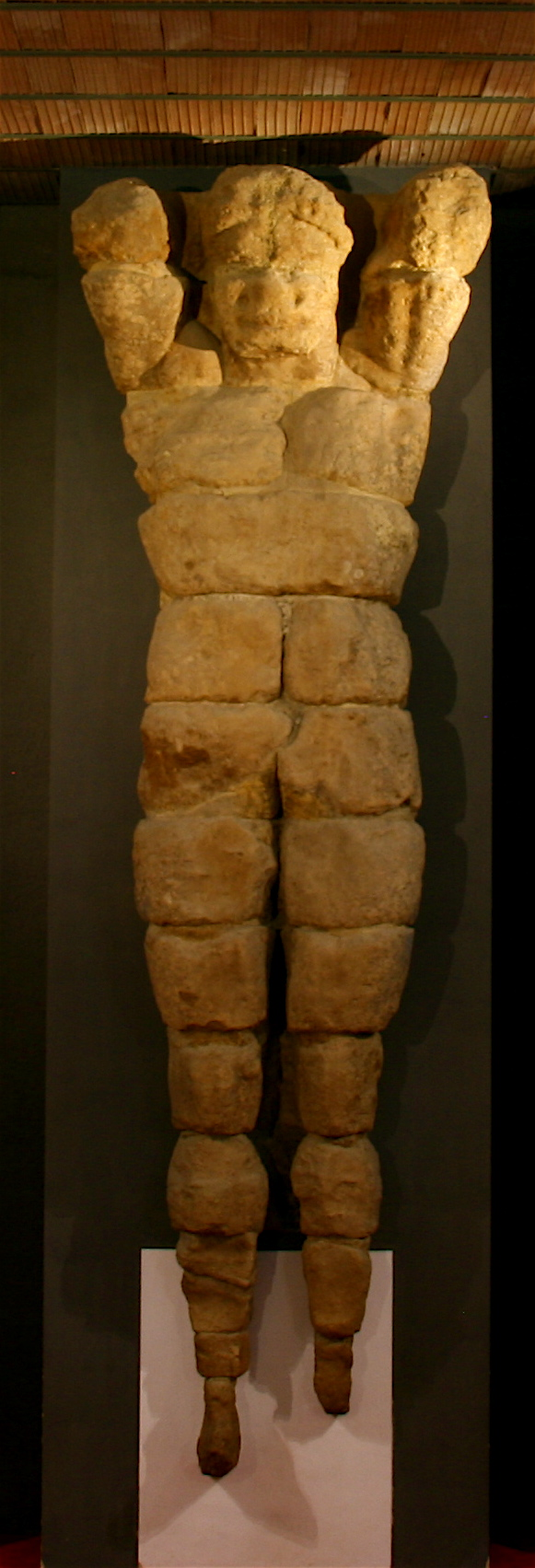
Telamonfigur

Das Museum liegt auf dem Poggetto San Nicola, einer kleinen Anhöhe inmitten der ca. 2 km südlich der Stadt gelegenen Archäologischen Stätten von Agrigent.

Rundgang durch das Museum
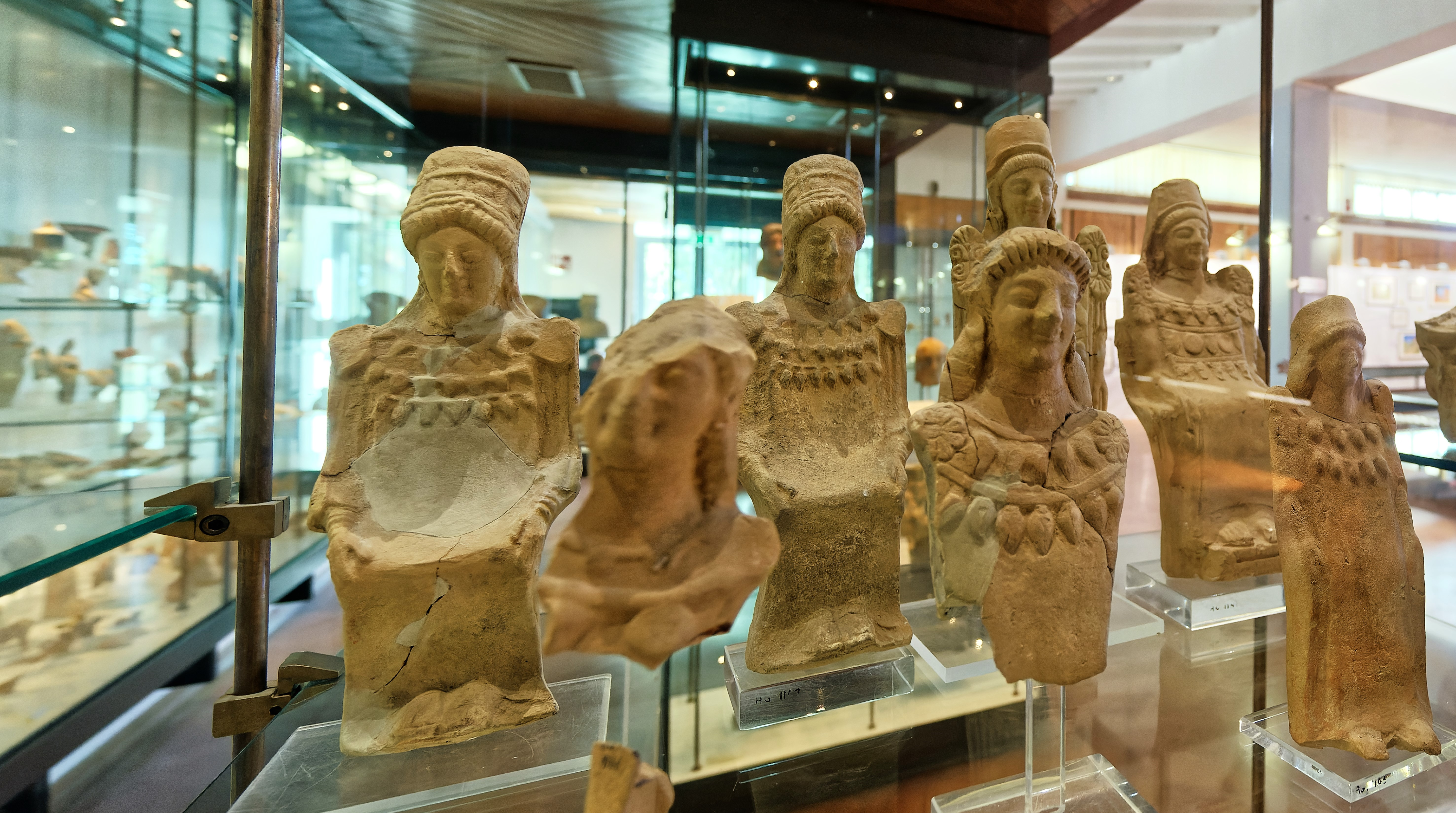
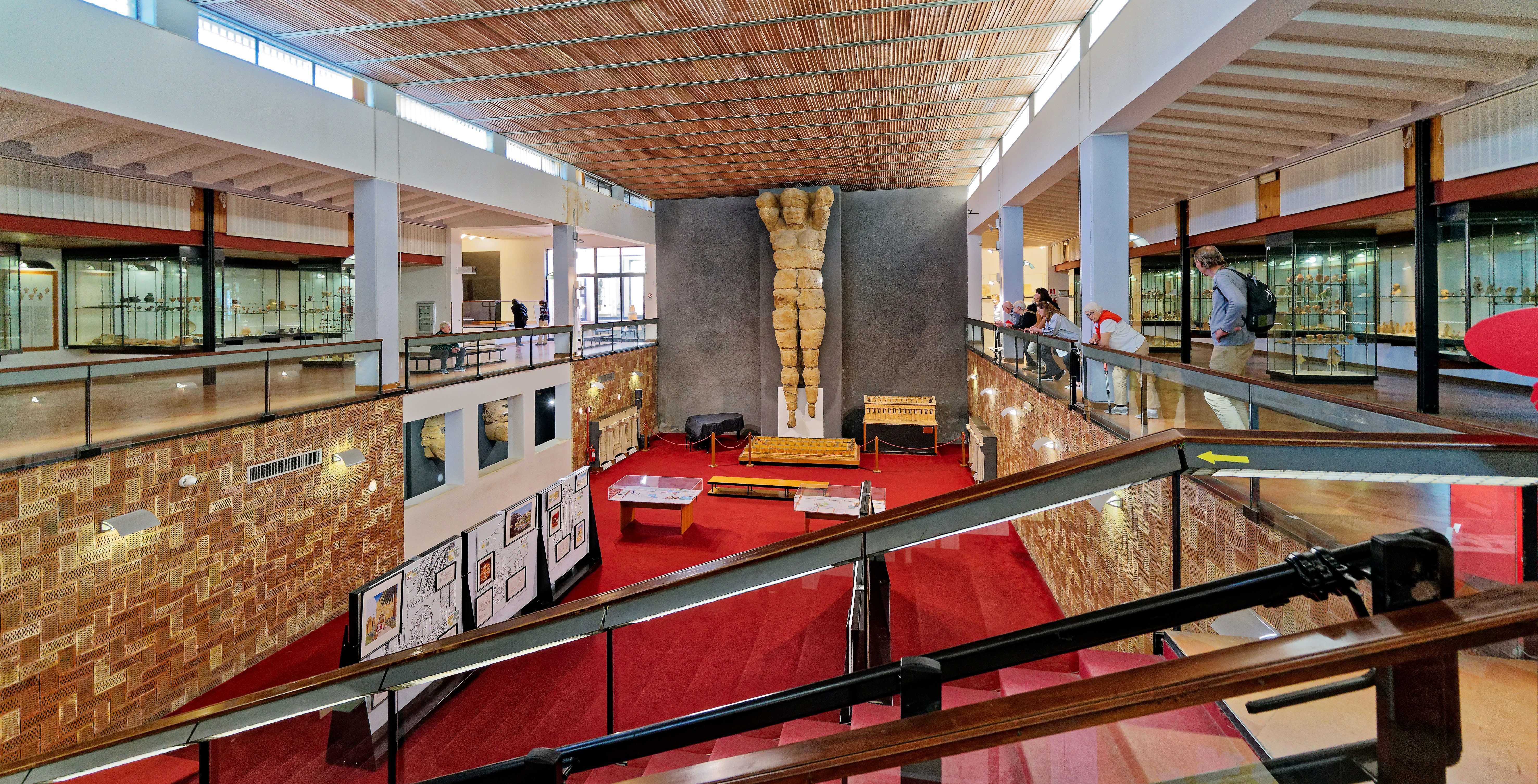
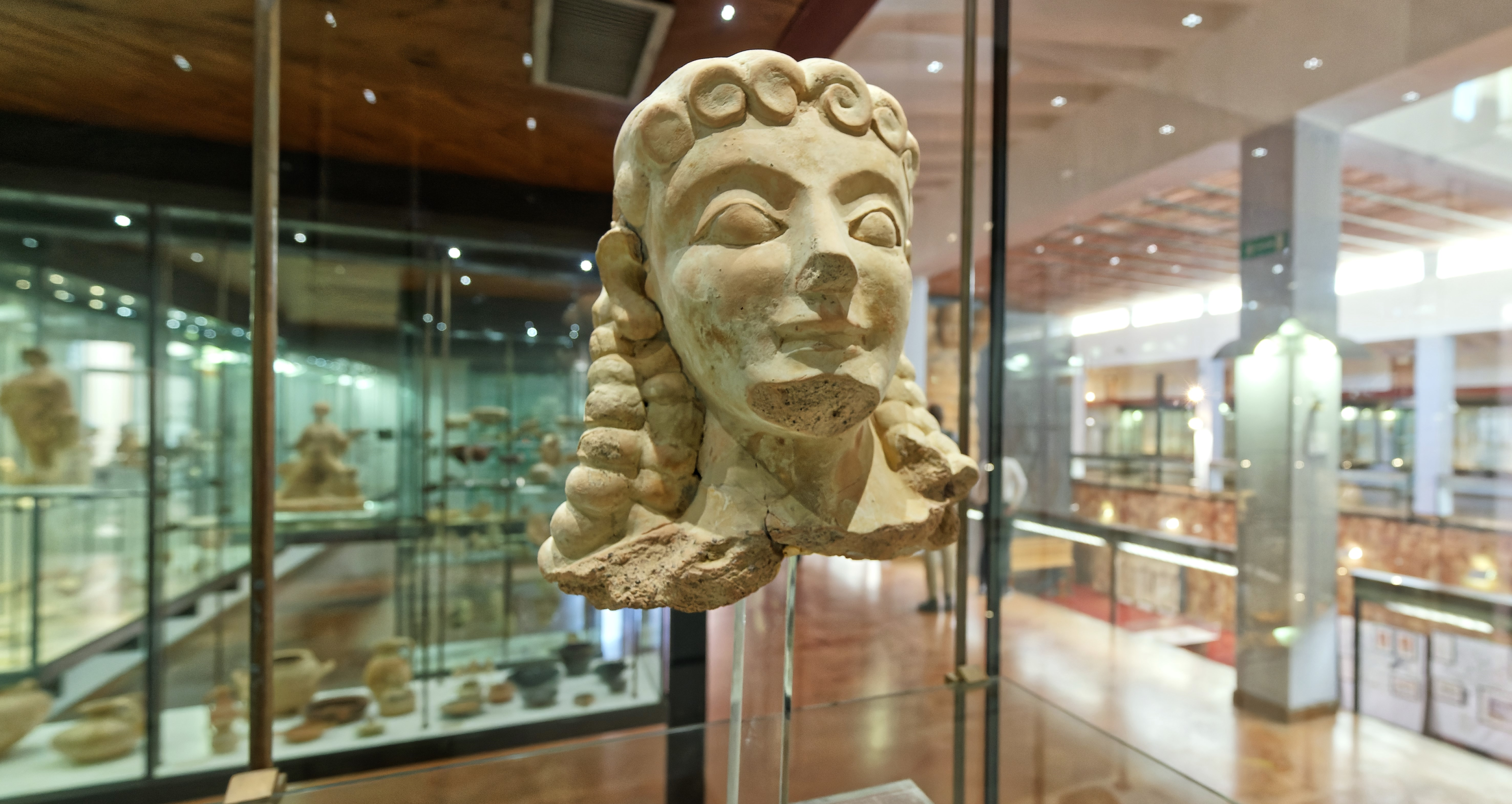
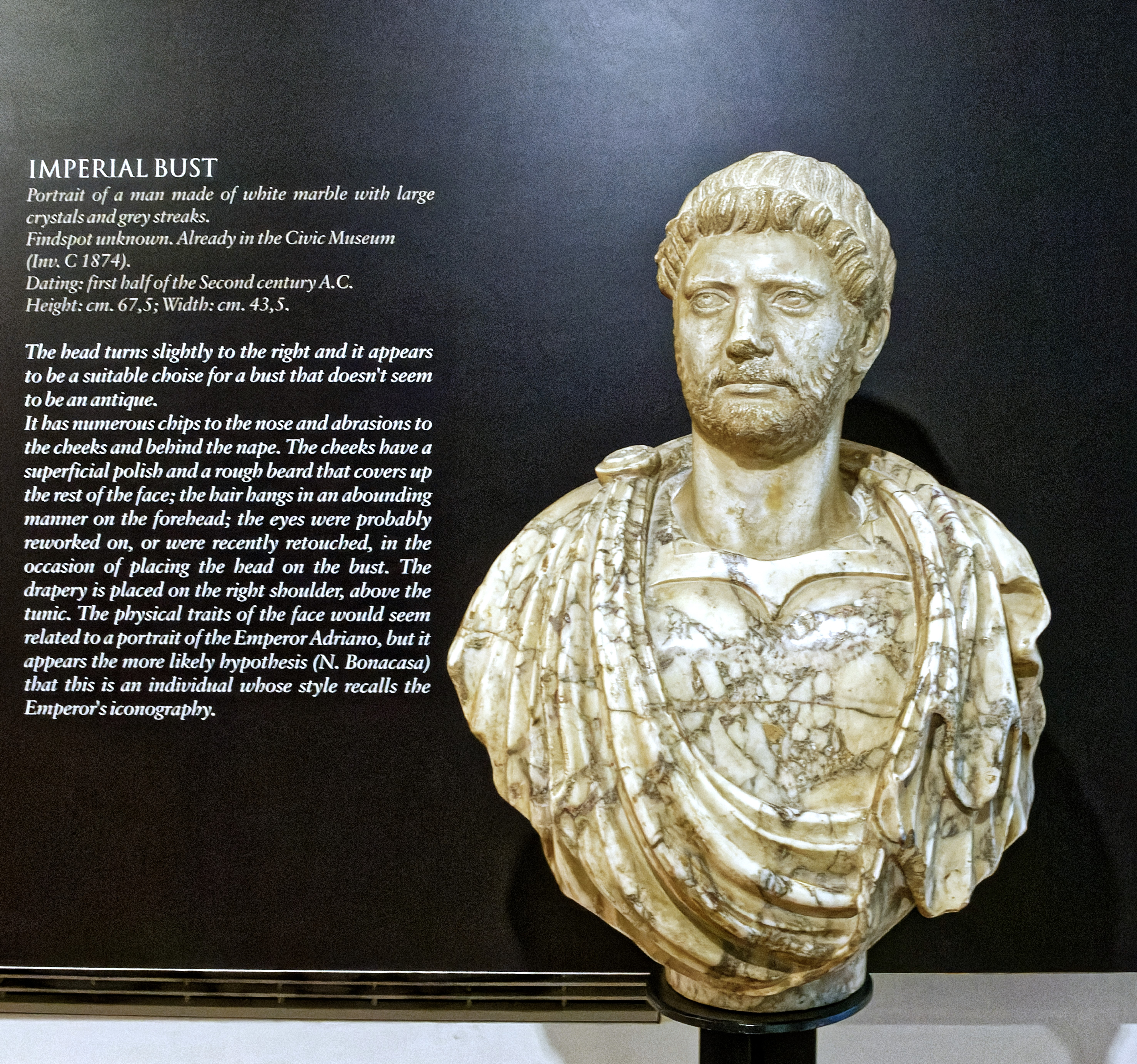
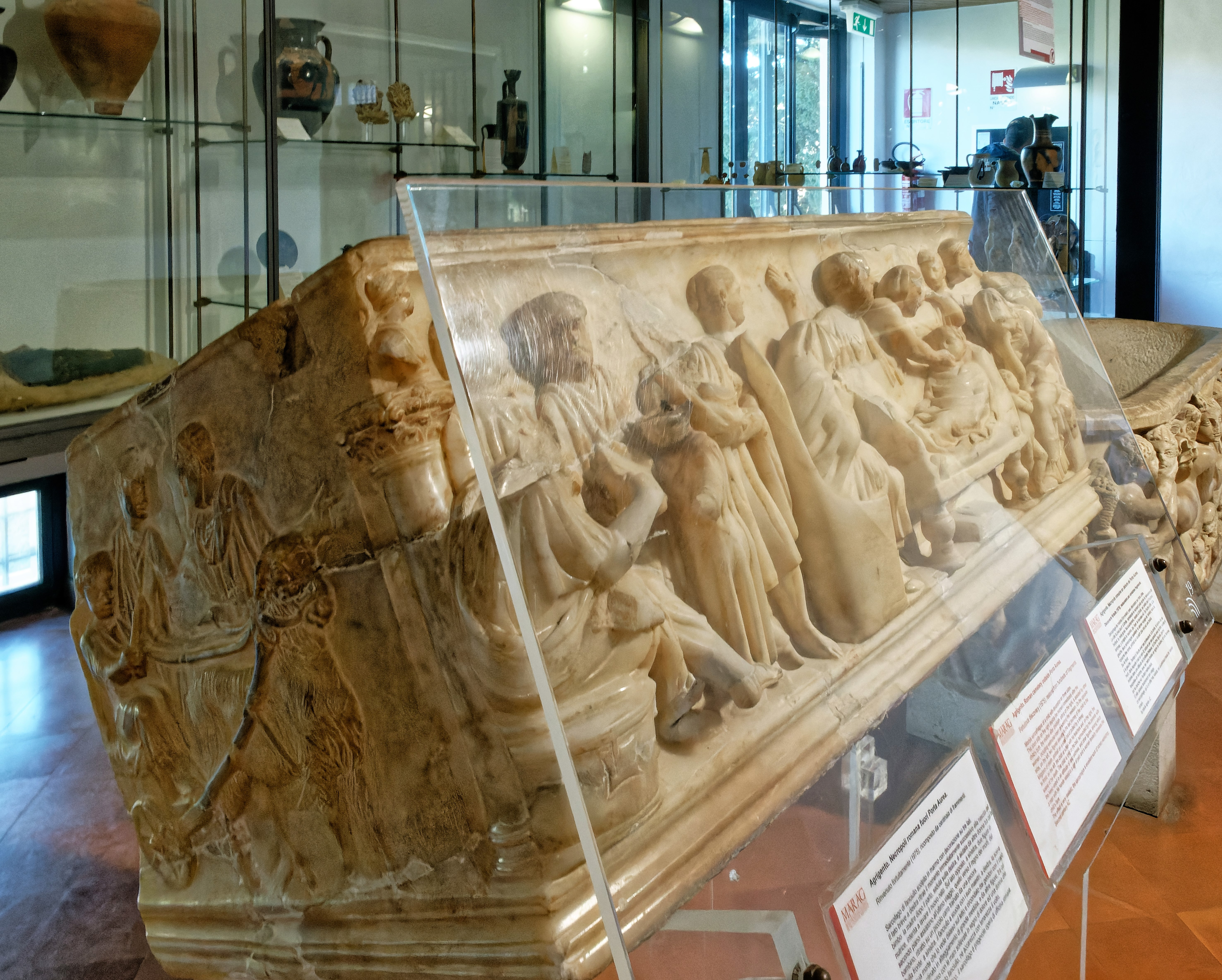
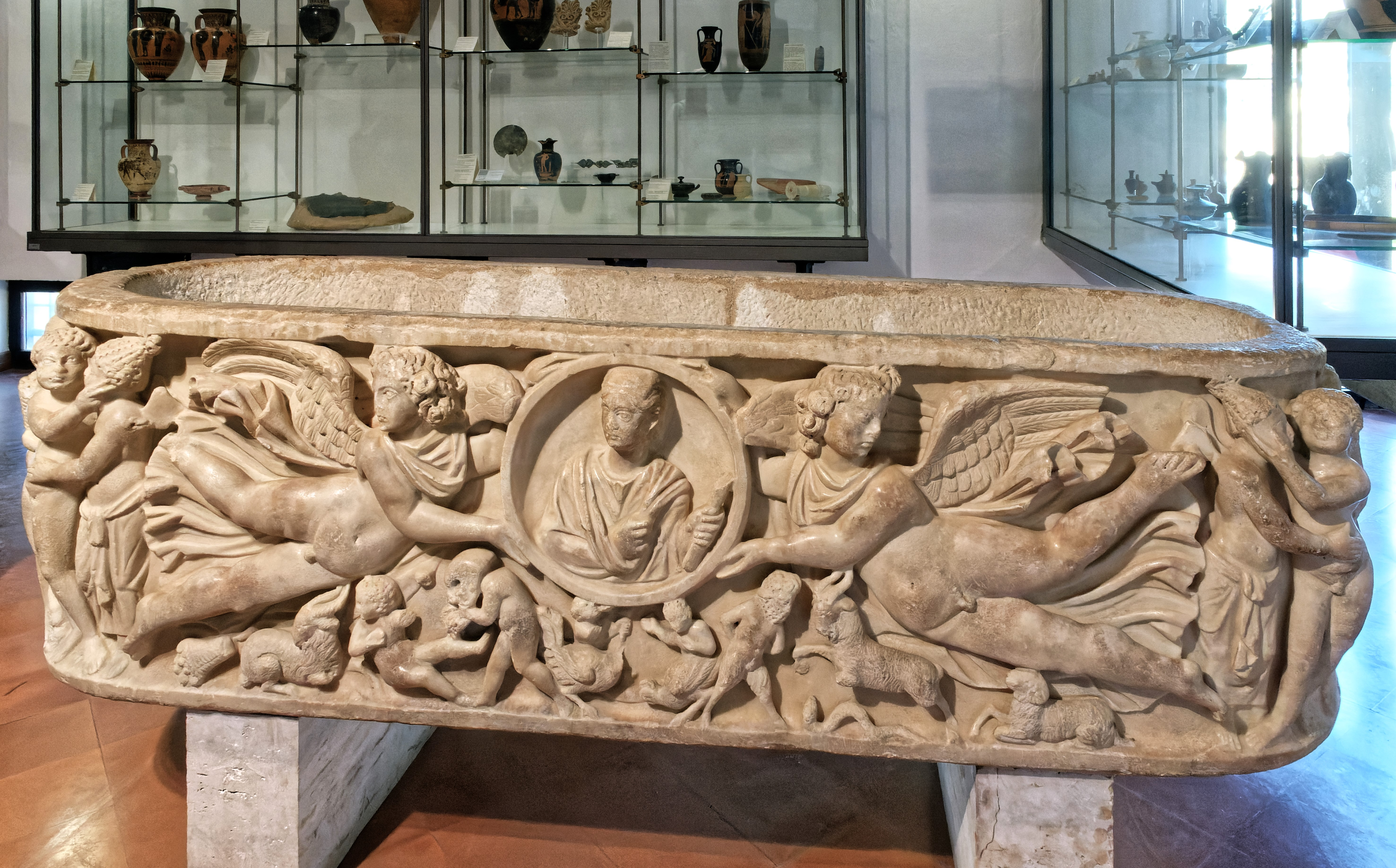

## Geschichte
Das Museo Archeologico Regionale wurde 1968 eröffnet und zeigt Funde aus der Umgebung von Agrigent. Das Museum wurde neu errichtet, schließt aber Teile eines ehemaligen Zisterzienserklosters ein; hiervon ist ein Fenster mit Zickzackornamenten erhalten. Der Haupteingang zum Museum erfolgt durch den alten Kreuzgang.

## Exponate

Die Sammlung attischer Vasen aus dem 5. und 6. Jahrhundert v. Chr.
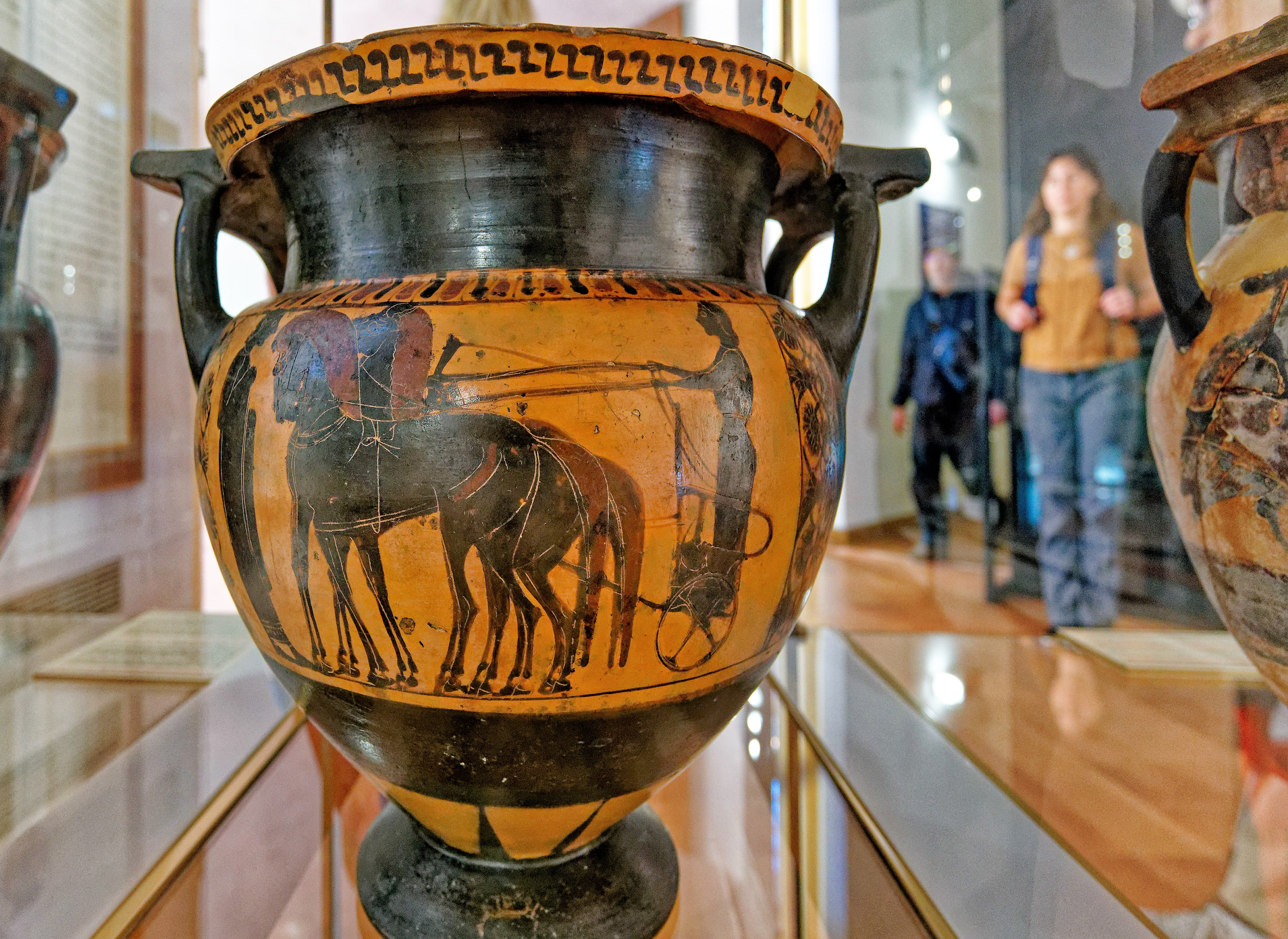
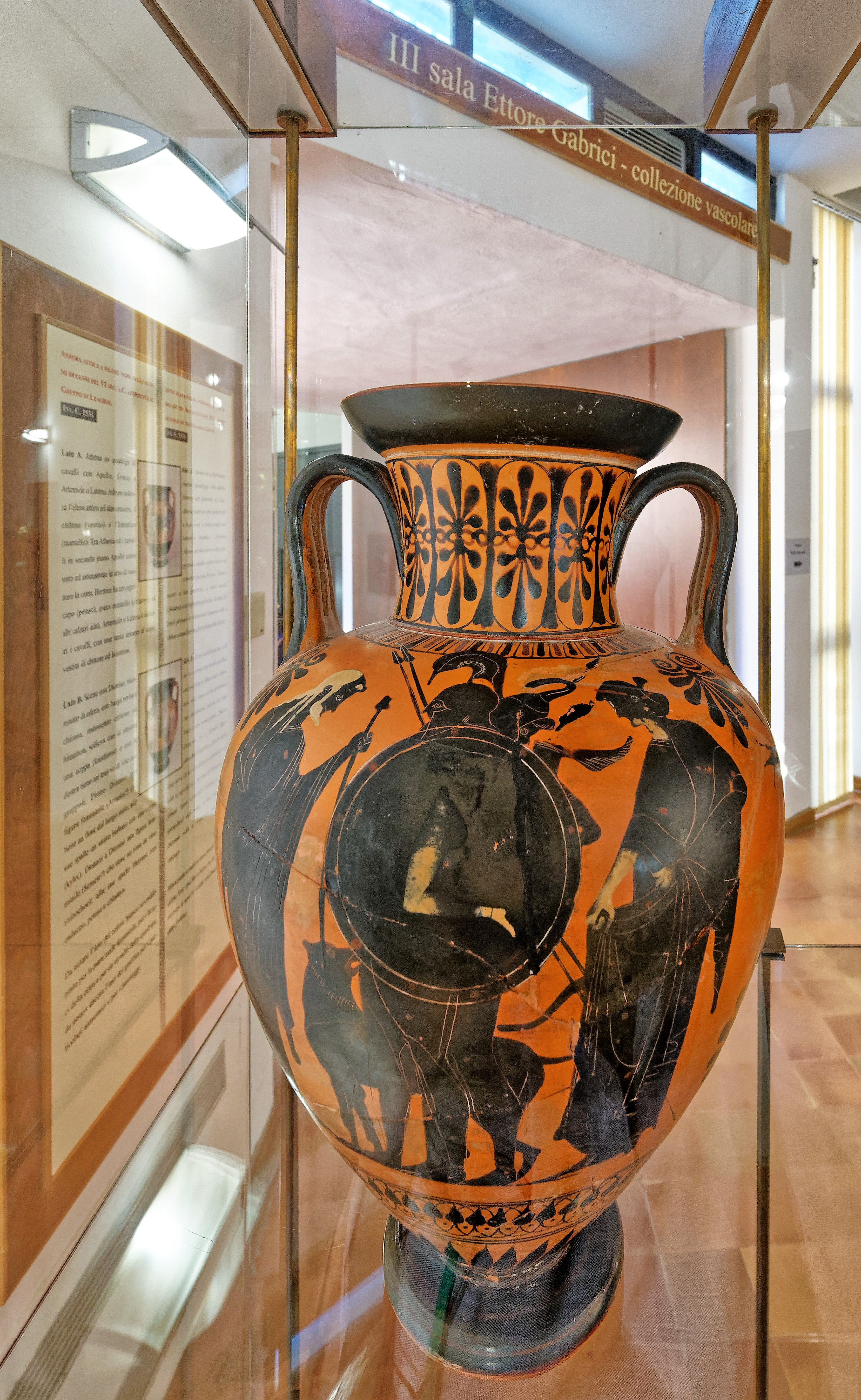
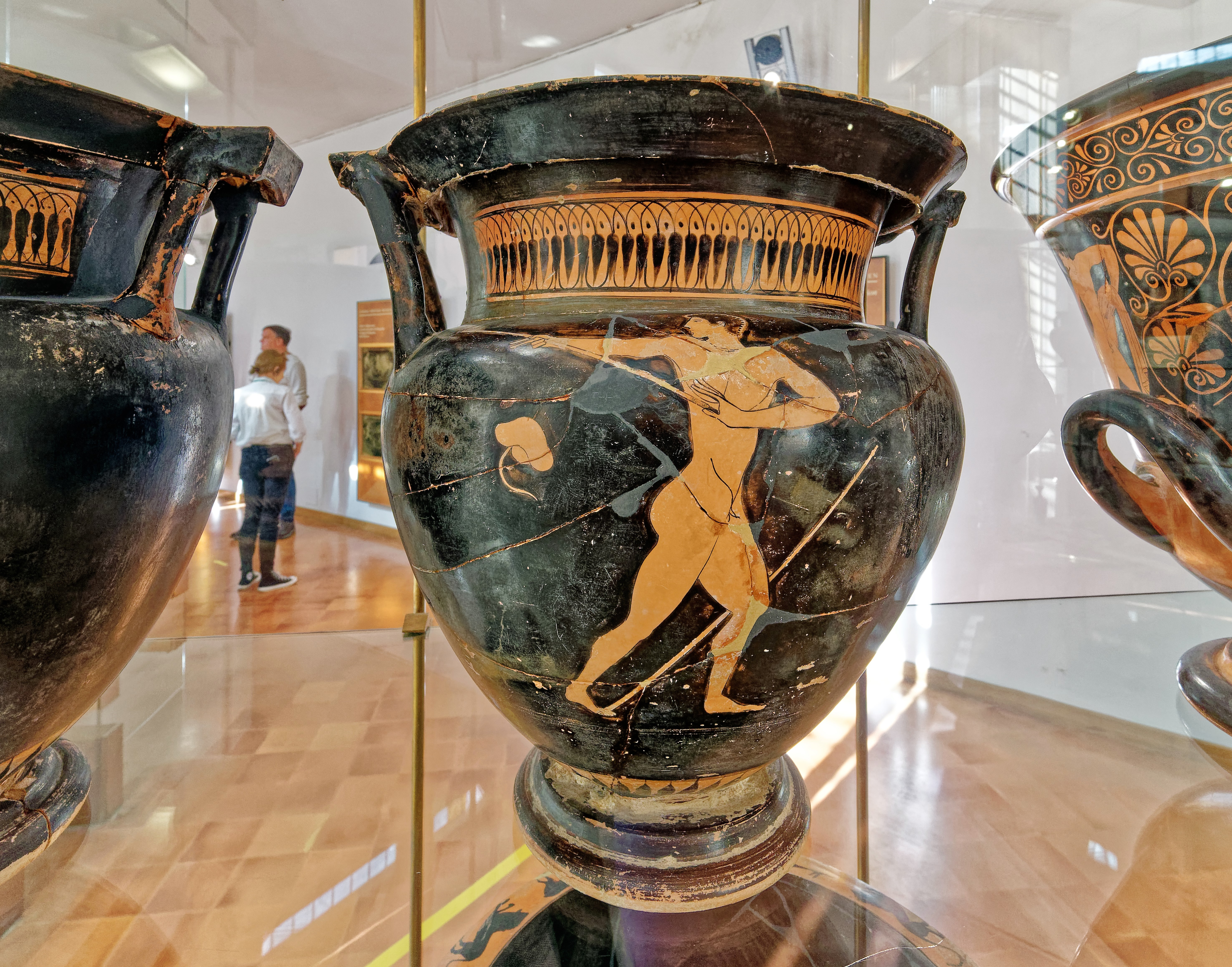
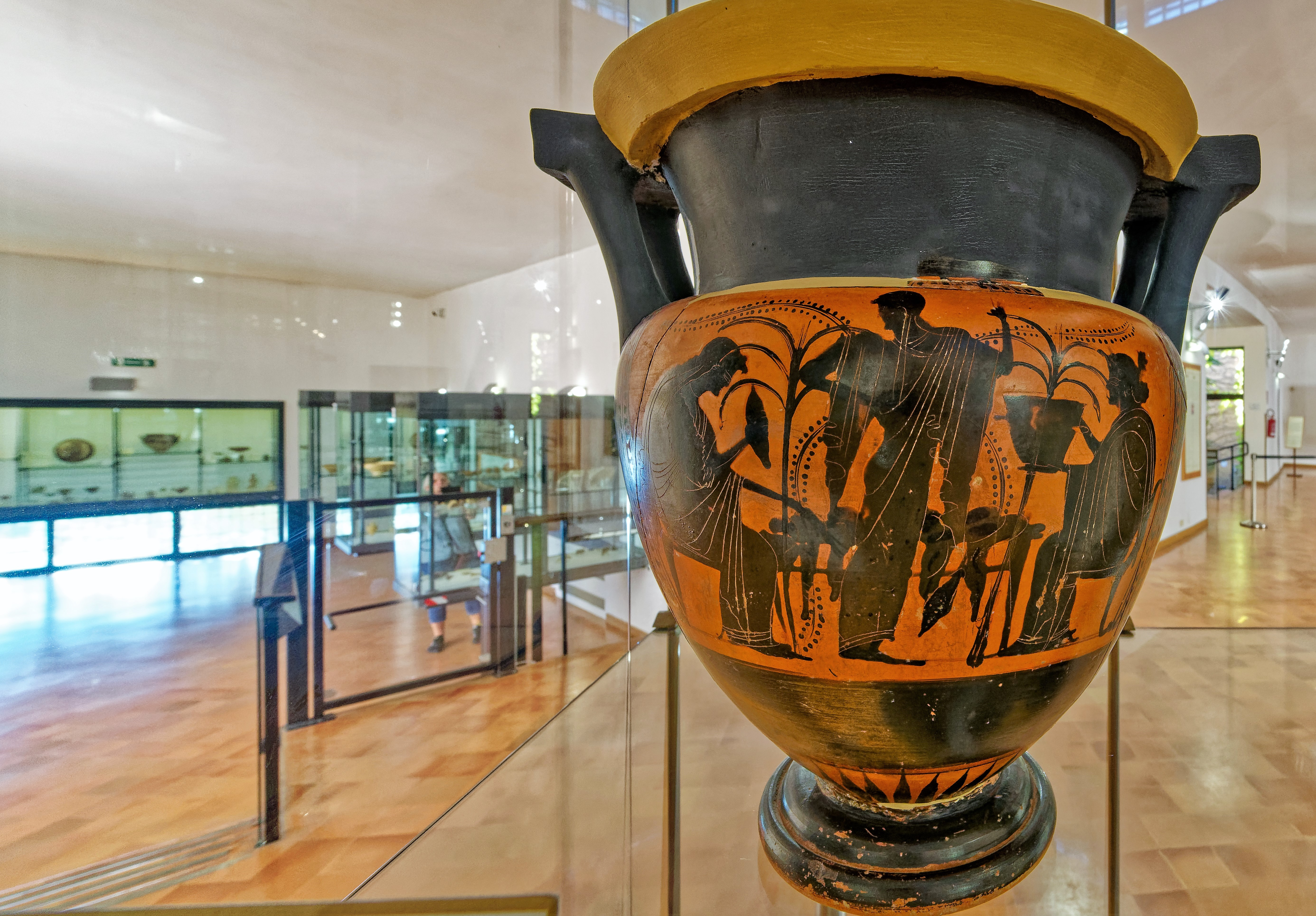
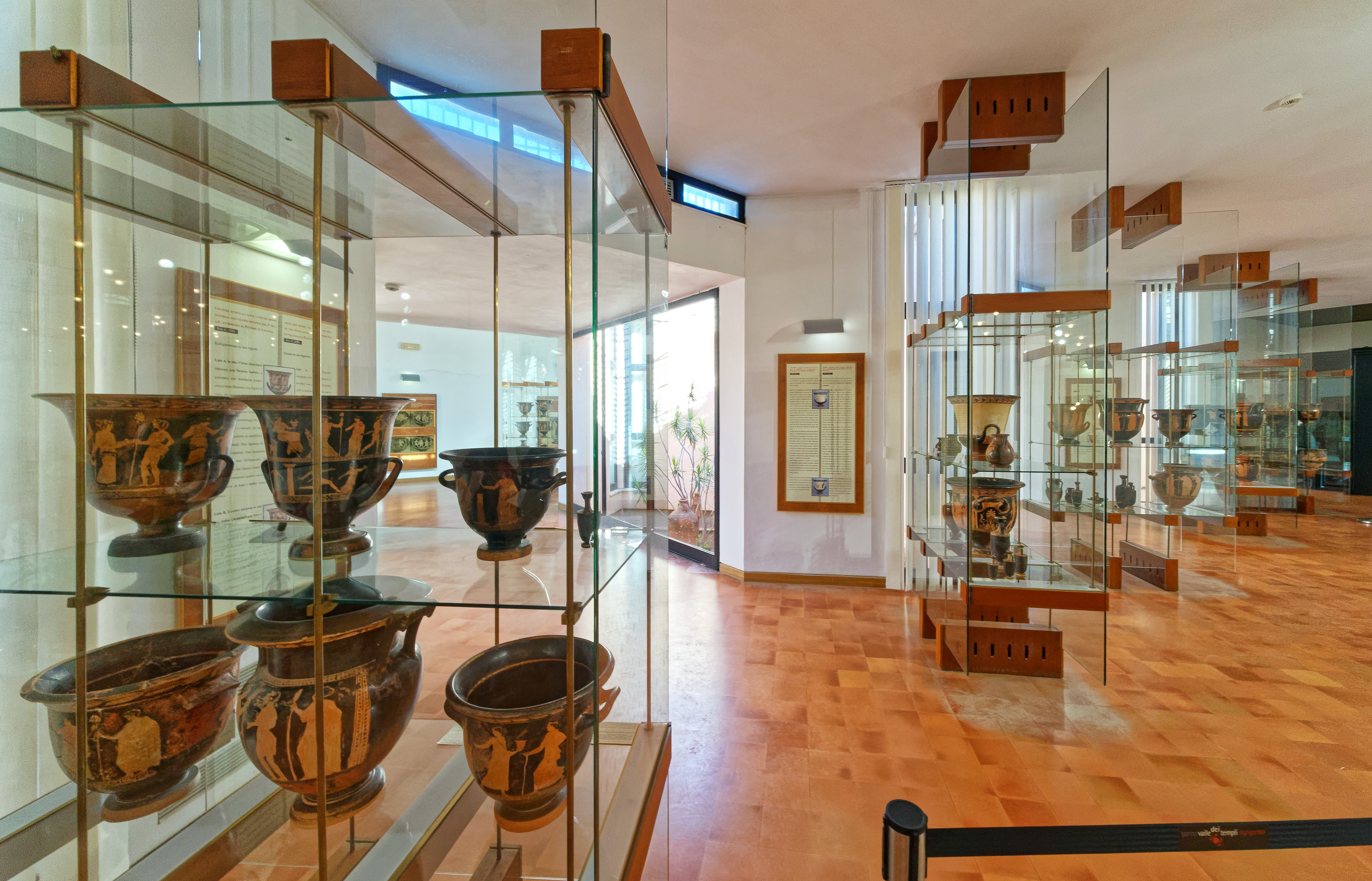

Die insgesamt 17 Säle des Museums bieten eine Übersicht über die archäologischen Funde der Umgebung:
- Ein Original-Telamon vom Olympieion gehört zu den ersten Darstellungen von Menschen an einem Tempel und ist – ungewöhnlich für die damalige Zeit – aus mehreren Steinen zusammengesetzt.
- Eine Sammlung attischer Vasen aus dem 5. und 6. Jahrhundert v. Chr. gehört ebenfalls zu den Schätzen des Museums; eine Schale zeigt eine der ersten Abbildungen der Triskele, die heute ein Symbol für Sizilien ist.
- Von den wenigen Skulpturen, die aus dem antiken Akragas (alter Name Agrigents) erhalten sind, ist ein marmorner Ephebe ausgestellt. Auffallend ist die Unausgeglichenheit des Körpers zwischen dem Kopf und den Gliedmaßen.
- In der Sammlung der Sarkophage befindet sich auch ein seltener Kindersarkophag aus Alabaster.
- Vom Goldschatz von Sant’Angelo Muxaro befinden sich nur Kopien im Museum; die Originale sind im Besitz des British Museum in London.